# Opisthorchis chabaudi
Espèce
Opisthorchis chabaudi est une espèce de vers trématodes appartenant à l'ordre des Plagiorchiida. 

## Classification
Elle a été décrite en 1977 par Robert Bourgat et Sim-Dozou Kulo.

### Étymologie
Le nom d'espèce est dédiée au parasitologiste Alain Chabaud.

## Description
Les cercaires sont émises naturellement par le Mollusque prosobranche Gabbia neumanni. La cercaire s’enkyste chez plusieurs têtards d’Amphibiens. L’adulte se développe dans les voies biliaires du Chat domestique.

### Publication originale
- [1977] R. Bourgat et S.-D. Kulo, « Recherches expérimentales sur le cycle biologique d’Opisthorchis chabaudi n. sp. Description de l’adulte », Annales de Parasitologie Humaine et Comparée, vol. 52, no 6,‎ 1977, p. 615–622 (DOI 10.1051/parasite/1977526615, lire en ligne ).